# フレッド・ヒル
フレッド・ヒル（Frederick Gordon Hill、1943年8月13日 - ）はカリフォルニア州ロサンゼルス出身のアメリカン・フットボールの選手。ポジションはタイトエンド。

## 経歴
南カリフォルニア大学で大学フットボールの選手としてプレイした。
1965年のNFLドラフトで、ボルチモア・コルツの指名を受けた。しかし、すぐにフィラデルフィア・イーグルスにトレードされ、彼はそこで1965年から1971年までタイトエンドの選手としてプレイした。
1966年8月11日に生まれた娘キムが、3歳となった1969年、白血病と診断され医師からは余命半年以内となる可能性が強いと告げられた。彼のチームメイトで、ジェネラル・マネージャーのジム・マレー（Jim Murray） とチームオーナーのレナード・トース（Leonard Tose） が、家族の心配をした。無事手術が終わり、後遺症がまだ残っていた時期、1972年チームを挙げて白血病の子供たちを助けるキャンペーンを「白血病のために鷲は飛び立つ」という名前で立ちあげた。ヒル、マレー、そしてチームメイトが、フィラデルフィアで初めてのロナルド・マクドナルド・ハウスを、フィラデルフィアのマクドナルド店やフィラデルフィア新聞の協力を得て設立、ハウスは1974年にオープンした。名前はマクドナルドの店での募金活動などから採られたもので、ハウスの建物は新聞社が提供した。これが、世界で初めての病気の子供を持つ家族が、子供に付き添う時に病院の近くでごく安く宿泊施設を提供してくれるホスピタル・ホスピタリティ・ハウスの第1号となった。1977年に一家はカリフォルニア州サンフアン・カピストラノに移った。1991年にCTスキャンで、キムには脳と頭蓋骨の間に2つ腫瘍が見つかり、その後11年間に5度の手術を受けた。キムは2011年3月5日に44歳で亡くなった。